# Kiseki
Singles de Kumi Kōda
Chase
(2004) Hands
(2005)
Kiseki est le 13e single de Kumi Kōda sorti sous le label Rhythm Zone le 8 septembre 2004 au Japon. Il atteint la 7e place du classement de l'Oricon. Il se vend à 28 509 exemplaires la première semaine, et reste classé pendant 10 semaines, pour un total de 60 033 exemplaires vendus. Il sort en format CD et CD+DVD.
Kiseki a été utilisé comme thème musical pour l'émission J-League qui passe sur NHK. Loveholic a été utilisé comme musique de fin pour l'émission Sekai Bari Bari Value sur TBS. Kiseki se trouve sur les deux compilations, Best: First Things et Best: Bounce and Lovers, et sur l'album Secret où se trouve également Loveholic.

## Liste des titres
| 1. | Kiseki (奇跡)                | Kumi Kōda, Kosuke Morimoto | Kosuke Morimoto  | 5:01 |
| 2. | Loveholic                    | Kumi Kōda                  | Tsutomu Yamasaki | 4:25 |
| 3. | Life                         | Kumi Kōda                  | Hiroshi Kim      | 4:14 |
| 4. | Kiseki (Instrumental) (奇跡) |                            | Kosuke Morimoto  | 5:01 |
| 5. | Loveholic (Instrumental)     |                            | Tsutomu Yamasaki | 4:27 |
| 6. | Life (Instrumental)          |                            | Hiroshi Kim      | 4:12 |

| 1. | Kiseki (奇跡) | 5:01 |